# Huma Abedin
Huma Abedin (n. 28 iulie 1976, Kalamazoo, Michigan, SUA) este o politiciană din S.U.A. În 1996 a început să lucreze la Casa Albă. A fost vice-președintă a campaniei pentru președinția S.U.A. a lui Hillary Clinton. 
Într-o scrisoare datată 13 iunie 2012 către Inspectorul General al Departamentului de Stat, cinci republicani, membri ai Congresului au spus că Abedin "are trei membri din a sa familie - tatăl, mama și fratele - cu legături către operative sau organizații ale Frăției Musulmane" Aceste alegații au fost respinse și considerate teorii ale conspirației.